# C.J. Sansom
Christopher John (C.J.) Sansom, född 9 december 1952 i Edinburgh, död 27 april 2024 nära Brighton, East Sussex, var en brittisk författare. Han doktorerade i historia och arbetade bland annat som jurist innan han blev författare på heltid.